# Thomas R. Cobb

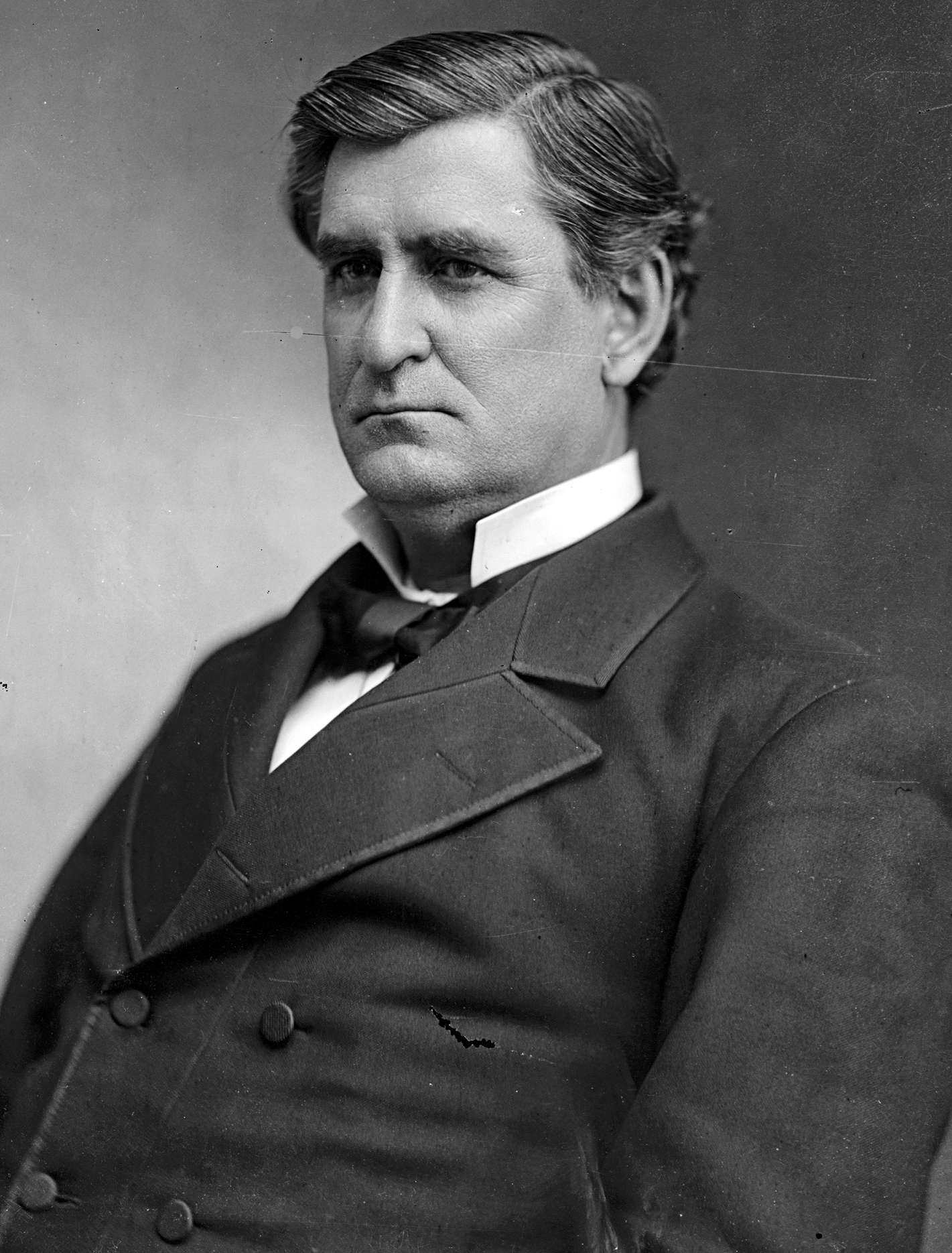
Thomas R. Cobb

Thomas Reed Cobb (* 2. Juli 1828 in Springville, Lawrence County, Indiana; † 23. Juni 1892 in Vincennes, Indiana) war ein US-amerikanischer Politiker. Zwischen 1877 und 1887 vertrat er den Bundesstaat Indiana im US-Repräsentantenhaus.

## Werdegang
Thomas Cobb studierte an der Indiana University in Bloomington. Nach einem anschließenden Jurastudium und seiner im Jahr 1851 erfolgten Zulassung als Rechtsanwalt begann er in Bedford in diesem Beruf zu arbeiten. Außerdem war er Mitglied der Miliz von Indiana, in der er im Jahr 1852 zum Major befördert wurde. Politisch schloss sich Cobb der Demokratischen Partei an. Zwischen 1858 und 1866 saß er im Senat von Indiana. Ab 1867 war er in Vincennes ansässig. 1876 war Cobb Präsident des regionalen demokratischen Parteitages in Indiana. Im gleichen Jahr war er auch Delegierter zur Democratic National Convention, auf der Samuel J. Tilden als Präsidentschaftskandidat nominiert wurde.
Bei den Kongresswahlen des Jahres 1876 wurde Cobb im zweiten Wahlbezirk von Indiana in das US-Repräsentantenhaus in Washington, D.C. gewählt, wo er am 4. März 1877 die Nachfolge von Andrew Humphreys antrat. Nach vier Wiederwahlen konnte er bis zum 3. März 1887 fünf Legislaturperioden im Kongress absolvieren. Von 1877 bis 1881 war er Vorsitzender des Committee on Mileage; zwischen 1883 und 1887 leitete er den Ausschuss zur Verwaltung der staatlichen Liegenschaften. 1886 verzichtete Cobb auf eine weitere Kongresskandidatur. In den folgenden Jahren praktizierte er wieder als Anwalt. Außerdem engagierte er sich in der Landwirtschaft. Er starb am 23. Juni 1892 in Vincennes, wo er auch beigesetzt wurde.